# Armando Magnabosco
Armando Magnabosco (* 13. Juli 1930 in Brentonico; † 16. Juni 1995) war ein italienischer Politiker.
Magnabosco absolvierte ein Studium der Rechtswissenschaften und arbeitete in der Folge als Lehrer für Rechts- und Wirtschaftskunde in Bozen. Von 1965 bis 1985 war er als Vertreter der Democrazia Cristiana Mitglied im Bozner Gemeinderat. Von 1993 bis zu seinem Tod hatte er für die Unione di Centro ein Mandat im Südtiroler Landtag und damit gleichzeitig im Regionalrat Trentino-Südtirol inne.